# Margarethe von Sydow

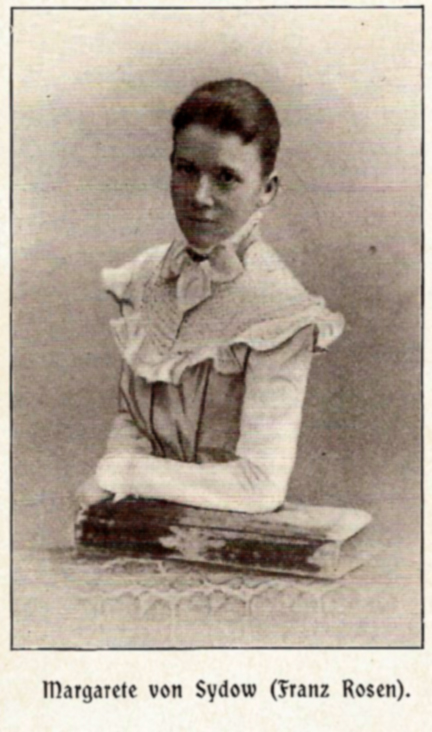
Margarethe von Sydow, geb. von Weiß

Margarethe von Sydow (Pseudonym: Franz Rosen, * 16. Dezember 1869 in Berlin als Karoline Franziska Margarethe von Weiß; † 20. Februar 1945 in Stolzenfelde) war eine deutsche Schriftstellerin.

## Leben
Margarethe von Sydow wuchs auf dem Lande auf. Ihr Vater war der Landrat Dr. jur. Oskar von Weiß und dessen erste Ehefrau Anna von Flemming (* 1. September 1839; † 24. Mai 1871). Sie hatte aus der zweiten Ehe des Vaters noch zwei Stiefschwestern, Elisabeth und Maria, welche ebenso Beamte und Offiziere aus dem Adel ehelichten.
1890 heiratete Margarethe den Gutsbesitzer Konrad von Sydow, ebenfalls nachfolgend Landrat. Die Eheleute lebten auf Sydows Gut Stolzenfelde bei Schönfließ (Neumark). Neben ihrer Tätigkeit als Hausfrau und Mutter begann Margarethe von Sydow mit dem Schreiben. Sie veröffentlichte bis zum Ersten Weltkrieg – meist unter dem Pseudonym Franz Rosen – eine Reihe von Romanen und Erzählungen, die vereinzelt bis in die Zwanzigerjahre Neuauflagen erfuhren. Die materiellen Erträge ihrer schriftstellerischen Arbeit stiftete sie für wohltätige Zwecke. Sie bekannte sich zur traditionellen Arbeitsweise und nahm an der Entwicklung der Moderne nicht teil. In ihren Romanen bemüht sie sich, dem inneren Leben der Menschen und der psychologischen Entwicklung der Charaktere nachzuspüren.

„Die Verfasserin, die sich durch mehrere Romane bereits als gewandte Erzählerin erwiesen hat, nimmt hier zu dem Sensationswerke „Das gefährliche Alter“ von Karin Michaelis energisch Stellung. Sie sagt, das Buch habe sie empört und sie anderseits zum Nachdenken gezwungen. „Es ist mir als eine Pflicht gegen mein Geschlecht erschienen, den Behauptungen von Frau Karin Michaelis gegenüber Stellung zu nehmen. So gut wie ihr, steht auch mir das Recht zu, die Wahrheiten zu verkünden, die mich das Leben lehrte.“ Und diesem Grundsatze gemäß wird zum Buche der Dänin von einer deutschen Frau ein Gegenstück geschaffen mit denselben Personen und Verhältnissen, aber von anderer Weltanschauung aus, um das Überspannte und Krankhafte bei Karin Michaelis ad absurdum zu führen. Das packend geschriebene Buch ist für alle, die sich mit der Frage des „Gefährlichen Alters“ beschäftigt haben, von Interesse.“

## Werke
- Das Forum der Welt, Dresden [u. a.] 1897 (unter dem Namen Franz Rosen)
- Aus dem Buch der Träume, Dresden [u. a.] 1898
- Chronik des Leidens, Dresden : E. Pierson 1899 (unter dem Namen Franz Rosen) Digitalisat auf Hathitrust
- Geheimnisse, Dresden [u. a.] 1899 (unter dem Namen Franz Rosen)
- Neigung und Pflicht, Dresden [u. a.] 1900 (unter dem Namen Franz Rosen)
- Die Frau Patronin, Dresden [u. a.] (unter dem Namen Franz Rosen)
  - 1 (1901)
  - 2 (1901)
- Der Mönch von Sanct Blasien, Dresden [u. a.] 1901 (unter dem Namen Franz Rosen)
- Sachsenehre, Dresden 1901 (unter dem Namen Franz Rosen)
- Svante Ohlsen, Stuttgart 1901 (unter dem Namen Franz Rosen)
- Erloschnes Licht, Dresden [u. a.] 1902 (unter dem Namen Franz Rosen) Velhagen & Klasings Roman-Bibliothek 11.1900/01, S. 105–306 Digitalisat auf Internet Archive
- Jungfrau Königin, Bielefeld [u. a.] 1902 (unter dem Namen Franz Rosen)
- Die Kleine, Berlin 1902 (unter dem Namen Franz Rosen)
- Anna Steinhofer, Leipzig 1904
- Erlöse uns von dem Alltag, Stuttgart [u. a.] 1904 (unter dem Namen Franz Rosen)
- Letzte Rast, Stuttgart 1904 (unter dem Namen Franz Rosen)
- Des Mannes Vorrecht, Dresden 1904 (unter dem Namen Franz Rosen)
- Der Sünde Sold, Stuttgart 1904 (unter dem Namen Franz Rosen)
- Hinrik Gehrts, Stuttgart 1906 (unter dem Namen Franz Rosen)
- Ein Kampf ums Dasein, Berlin 1907 (unter dem Namen Franz Rosen)
- Die Kinder vom Köbinghof, Dresden 1909 (unter dem Namen Franz Rosen)
- Eines großen Mannes Liebe, Berlin 1910 (unter dem Namen Franz Rosen)
  - 7. Aufl. 1921 Digitalisat auf Hathitrust
- Wenn reife Frauen lieben, Berlin 1912
- Das große Labyrinth, Berlin 1913 (unter dem Namen Franz Rosen)
- Der wilde gelbe Mohn, Berlin 1914 (unter dem Namen Franz Rosen)
- Kraft, Berlin 1918 (unter dem Namen Franz Rosen)
- Ein Büchlein vom Warten, Berlin 1921 (unter dem Namen Franz Rosen)
- Das Land, das ferne leuchtet, Bleicherode 1937

## Genealogie
- Gothaisches Genealogisches Taschenbuch der Briefadeligen Häuser 1909. Dritter Jahrgang, Justus Perthes, Gotha Herbst 1908, S. 886.